# Alyssa Milano
Alyssa Jayne Milano (n. 19 decembrie 1972, Bensonhurst⁠(d), New York, SUA) este o actriță, producătoare de televiziune și fostă cântăreață americană. Ea este cunoscută mai ales pentru portretizarea personajului Samantha Micelli în sitcomul Who's the Boss? (1984–92) de pe ABC, rolul Jennifer Mancini în telenovela Melrose Place (1997–98) de pe Fox,  Phoebe Halliwell în serialul Charmed (1998–2006) de la The WB si Coralee Armstrong in Insatiable. Începând cu 2013 ea a jucat în rolul lui Savannah Davis în drama Mistresses pe canalul ABC.

## Filmografie

### Film
| An   | Titlu                                    | Rol                                | Note |
| ---- | ---------------------------------------- | ---------------------------------- | --- |
| 1984 | Old Enough                               | Diane                              | Debutul în film |
| 1985 | Commando                                 | Jenny Matrix                       | Nominalizare—„Young Artist Award for Exceptional Performance by a Young Actress Starring in a Feature Film – Comedy or Drama”                              |
| 1989 | Speed Zone!                              | Lurleen                            | a.k.a. Cannonball Fever |
| 1992 | Little Sister                            | Diana                              | Direct-to-video |
| 1992 | Where the Day Takes You                  | Kimmy                              | |
| 1993 | Conflict of Interest                     | Eve                                | |
| 1994 | Double Dragon                            | Marian Delario / Power Corps Chief | |
| 1995 | Deadly Sins                              | Cristina Herrera                   | Direct-to-video |
| 1995 | Embrace of the Vampire                   | Charlotte Wells                    | Direct-to-video |
| 1996 | Jimmy Zip                                | Francesca                          | |
| 1996 | Poison Ivy II: Lily                      | Lily Leonetti                      | Direct-to-video |
| 1996 | Fear                                     | Margo Masse                        | |
| 1996 | Glory Daze                               | Chelsea                            | Direct-to-video |
| 1996 | Public Enemies                           | Amaryllis                          | |
| 1997 | Below Utopia                             | Susanne                            | Direct-to-video; + producătoare |
| 1997 | Hugo Pool                                | Hugo Dugay                         | |
| 2001 | Lady and the Tramp II: Scamp's Adventure | Angel                              | Direct-to-video Nominalizare — Annie Award for Outstanding Individual Achievement for Voice Acting by a Female Performer in an Animated Feature Production |
| 2002 | Buying the Cow                           | Amy                                | Direct-to-video |
| 2002 | Kiss the Bride                           | Amy Kayne                          | |
| 2003 | Dickie Roberts: Former Child Star        | Cyndi                              | |
| 2005 | Dinotopia: Quest for the Ruby Sunstone   | 26                                 | Voce |
| 2007 | The Blue Hour                            | Allegra                            | |
| 2008 | Pathology                                | Gwen Williamson                    | |
| 2010 | DC Showcase: The Spectre                 | Aimee Brenner                      | Voce; direct-to-video |
| 2010 | My Girlfriend's Boyfriend                | Jesse Young                        | Producătoare și actriță |
| 2011 | Beverly Hills Chihuahua 2                | Biminy                             | Direct-to-video |
| 2011 | Hall Pass                                | Mandy Bohac                        | |
| 2011 | New Year's Eve                           | Nurse Mindy                        | |

### Televiziune
| An         | Titlu                                            | Rol                       | Note |
| ---------- | ------------------------------------------------ | ------------------------- | --- |
| 1984–1992  | Who's the Boss?                                  | Samantha Micelli          | Sezoanele 1–8; 196 de episoade Young Artist Award for Best Young Supporting Actress in a Television Series (1986) & Exceptional Performance by a Young Actress, Starring in a Television, Comedy or Drama Series (1986) Best Young Female Superstar in Television (1988) Nickelodeon Kids' Choice Awards for Favorite TV Actress (1988, 1989, 1990) |
| 1989       | Living Dolls                                     | Samantha Micelli          | 2 episoade |
| 1995       | The Surrogate                                    | Amy Winslow               | Film |
| 1995       | The Outer Limits                                 | Hannah Valesic            | Episodul: "Caught in the Act" |
| 1986       | The Canterville Ghost                            | Jennifer Canterville      | Film |
| 1997, 2001 | Spin City                                        | Meg Winston               | 2 episoade |
| 1988       | Crash Course                                     | Vanessa Crawford          | Film (a.k.a. Driving Academy) |
| 1988       | Dance 'til Dawn                                  | Shelley Sheridan          | Nominalizare—Young Artist Award for Best Young Actress in a Special, Pilot, Movie of the Week, or Miniseries |
| 1993       | The Webbers                                      | Fan                       | Film |
| 1993       | Casualties of Love: The Long Island Lolita Story | Amy Fisher                | Film |
| 1993       | Candles in the Dark                              | Sylvia Velliste           | Film |
| 1994       | Confessions of a Sorority Girl                   | Rita Summers              | Film |
| 1996       | To Brave Alaska                                  | Denise Harris             | Film |
| 1997–1998  | Melrose Place                                    | Jennifer Mancini          | Sezoanele 5–7; 40 de episoade |
| 1998       | Goldrush: A Real Life Alaskan Adventure          | Frances Ella 'Fizzy' Fitz | Film |
| 1998       | Fantasy Island                                   | Gina Williams             | Episodul: "Superfriends" |
| 1998–2006  | Charmed                                          | Phoebe Halliwell          | 178 episoade; a devenit producătoare în sezonul 5 Nominalizare—Blimp Award for Favorite TV Actress (2005) Teen Choice Awards for TV – Choice Actress (2006) |
| 2001       | The Diamond Hunters                              | Tracy Van der Byl         | Film |
| 2001       | Family Guy                                       | Rolul propriei persoane   | Episodul: "Mr. Griffin Goes to Washington" |
| 2004       | The Adventures of Jimmy Neutron: Boy Genius      | April Gorlock             | Episodul: "Win, Lose and Kaboom" |
| 2007–2008  | My Name Is Earl                                  | Billie Cunningham         | Sezonul 3, episoadele 6–22 |
| 2008       | Wisegal                                          | Patty Montanari           | Film; plus producătoare |
| 2010       | Sundays at Tiffany's                             | Jane Claremont            | Film; plus producătoare |
| 2010       | Castle                                           | Kyra Blaine               | Episode: "A Rose for Everafter" |
| 2010       | Kick Buttowski: Suburban Daredevil               | Scarlett Rosetti          | Episodul: "Frame Story/And... Action!" |
| 2010       | Romantically Challenged                          | Rebecca Thomas            | 6 episoade |
| 2011       | Young Justice                                    | Poison Ivy                | Episodul: "Revelation" |
| 2011–2012  | Breaking In                                      | Amy                       | 2 episode |
| 2013–2014  | Project Runway: All Stars                        | Ea însăși                 | Gazdă și jurată în sezonul 3 |
| 2013–2014  | Mistresses                                       | Savannah "Savi" Davis     | Rolul principal |

| An   | Titlu                        | Rol               |
| ---- | ---------------------------- | ----------------- |
| 2009 | Ghostbusters: The Video Game | Dr. Ilyssa Selwyn |

## Discografie
Albume de studio
| An   | Detalii                                                                                        | Poziție |
| An   | Detalii                                                                                        | JPN     |
| ---- | ---------------------------------------------------------------------------------------------- | ------- |
| 1989 | Look in My Heart - First Studio Album - Lansat: 25 martie 1989 - Formate: Vinil, Casetă, CD    | 68      |
| 1989 | Alyssa - Second Studio Album - Lansat: 25 octombrie 1989 - Formate: Vinil, Casetă, CD          | 15      |
| 1991 | Locked Inside a Dream - Third Studio Album - Lansat: 21 mai 1991 - Formate: Vinil, Casetă, CD  | 19      |
| 1992 | Do You See Me? - Fourth Studio Album - Lansat: 18 septembrie 1992 - Formate: Vinil, Casetă, CD | 47      |

Compilații
| An   | Detalii | Poziții |
| An   | Detalii | JPN     |
| ---- | --- | ------- |
| 1990 | The Best in the World: Non-Stop Special Remix/Alyssa's Singles - Remix/Hits Album - Lansat: 21 februarie 1990 - Formate: Casetă, CD | 9       |
| 1995 | The Very Best of Alyssa Milano - Hits Album - Lansat: 1995 (Promo Only) - Formate: CD                                               | —       |

Single-uri
| 1989 | "What a Feeling"              | Look in My Heart      | –  | – | –  |
| 1989 | "Look In My Heart"            | Look in My Heart      | –  | – | –  |
| 1989 | "Straight to the Top"         | Look in My Heart      | –  | – | –  |
| 1989 | "I Had a Dream"               | Alyssa                | –  | – | –  |
| 1989 | "Happiness"                   | Alyssa                | –  | – | –  |
| 1990 | "The Best in the World"       | The Best in the World | –  | – | 85 |
| 1990 | "I Love When We're Together"1 | Single Only           | –  | – | –  |
| 1991 | "New Sensation"               | Locked Inside a Dream | –  | – | –  |
| 1991 | "Voices That Care" 1          | Single Only           | 11 | 6 | –  |
| 1992 | "Do You See Me?"              | Do You See Me?        | –  | – | –  |
| 1993 | "No Secret" 2                 | Locked Inside a Dream | –  | – | –  |

Note:
- 1 Non-album single
- 2 Only released in France

Alte înregistrări
- "Teen Steam" – Piesă de fundal pentru Alyssa Milano's Teen Steam Workout Video (1988).